# Balta sarasini
Balta sarasini är en kackerlacksart som beskrevs av Lucien Chopard 1924. Balta sarasini ingår i släktet Balta och familjen småkackerlackor.
Artens utbredningsområde är Nya Kaledonien. Inga underarter finns listade.